# Žebřík do nebe
Žebřík do nebe (v anglickém originále A Ladder to Heaven) je dvanáctý díl šesté řady amerického animovaného televizního seriálu Městečko South Park. Premiéru měl 6. listopadu 2002 na americké televizní stanici Comedy Central. 

## Děj
Je to už rok, co zemřel Kenny a kluci musí vymyslet způsob, jak se s ním spojit dřív, než jim vyprší lhůta platnosti šeku na hromadu sladkostí, které vyhráli v soutěži. A jak jinak toho jde lépe dosáhnout, než že si kluci začnou stavět žebřík do nebe - Kenny je totiž na druhém břehu. Mezitím se slovo žebřík stane fenoménem a stává se národní senzací. Dokonce o něm vznikne několik country singlů a začne se do něj plést vláda.